# Д’Инцео, Пьеро
Пьеро Д’Инцео (итал. Piero D'Inzeo; 4 марта 1923, Рим — 13 февраля 2014, там же) — итальянский конник, конкурист. Дважды серебряный призёр Олимпийских игр: 1956 года в командном первенстве и 1960 года в индивидуальном первенстве, также четырехкратный бронзовый призёр Олимпийских игр: 1956 года в индивидуальном первенстве и 1960, 1964 и 1972 годов в командном первенстве. Участник восьми летних Олимпийских игр с 1948 по 1976 годы, один из 20 человек которые приняли участие в 8 Олимпиадах и более. Чемпион Европы 1959 года. Является родным братом другого выдающегося конника — Раймондо Д’Инцео, который также принял участие в 8 Олимпиадах и выиграл 6 медалей различного достоинства.

## Награды
- Олимпийские игры
  - 1956 Стокгольм: Бронзовая медаль в индивидуальном первенстве и серебряная командном первенстве. Конь по кличке Uruguay
  - 1960 Рим: Бронзовая медаль в командном первенстве и серебряная в индивидуальном первенстве. Конь по кличке The Rock
  - 1964 Токио: Бронзовая медаль в командном первенстве. Конь по кличке Sun Beam
  - 1972 Мюнхен: Бронзовая медаль в командном первенстве. Конь по кличке Easter Light
- Чемпионаты Европы
  - 1958 Аахен: Серебряная медаль в индивидуальном первенстве. Конь по кличке The Rock
  - 1959 Париж: Золотая медаль в индивидуальном первенстве. Конь по кличке Uruguay
  - 1961 Аахен: Серебряная медаль в индивидуальном первенстве. Конь по кличке The Rock
  - 1962 Лондон: Бронзовая медаль в индивидуальном первенстве. Конь по кличке The Rock
- Международные Гран-При победы:
  - 1952 Аахен: Конь по кличке Uruguay
  - 1958 Рим: Конь по кличке The Rock
  - 1959 Аахен: Конь по кличке The Rock
  - 1961 Аахен: Конь по кличке The Rock
  - 1961 Амстердам: Конь по кличке Sunbeam
  - 1962 Рим: Конь по кличке Sunbeam
  - 1962 Дублин
  - 1965 Аахен: Конь по кличке Bally Black
  - 1967 Рим: Конь по кличке Navarette
  - 1968 Рим: Конь по кличке Fidux
  - 1970 Рим: Конь по кличке Red Fox
  - 1973 Рим: Конь по кличке Easter Light
  - 1976 Рим: Конь по кличке Easter Light